# Bridgeport (Nova York)
Bridgeport és una concentració de població designada pel cens dels Estats Units a l'estat de Nova York. Segons el cens del 2000 tenia 1.678 habitants.

## Demografia
Segons el cens del 2000, Bridgeport tenia 1.665 habitants, 639 habitatges, i 431 famílies. La densitat de població era de 353,2 habitants per km².
Dels 639 habitatges en un 32,4% hi vivien nens de menys de 18 anys, en un 51,5% hi vivien parelles casades, en un 11,9% dones solteres, i en un 32,4% no eren unitats familiars. En el 26,6% dels habitatges hi vivien persones soles el 14,7% de les quals corresponia a persones de 65 anys o més que vivien soles. El nombre mitjà de persones vivint en cada habitatge era de 2,6 i el nombre mitjà de persones que vivien en cada família era de 3,13.
Per edats la població es repartia de la següent manera: un 25,8% tenia menys de 18 anys, un 8,8% entre 18 i 24, un 30% entre 25 i 44, un 21,7% de 45 a 60 i un 13,8% 65 anys o més.
L'edat mediana era de 38 anys. Per cada 100 dones de 18 o més anys hi havia 93,1 homes.
La renda mediana per habitatge era de 31.358 $ i la renda mediana per família de 42.337 $. Els homes tenien una renda mediana de 26.970 $ mentre que les dones 26.316 $. La renda per capita de la població era de 14.761 $. Entorn del 10,5% de les famílies i el 12,2% de la població estaven per davall del llindar de pobresa.